# クォークの閉じ込め
クォークの閉じ込め（クォークのとじこめ、英: quark confinement）とは、クォークを単独では取り出すことが出来ないという物理の定説。閉じ込めの仕組みは量子色力学により説明されるが、未解決問題である。

## 概要
クォークは「色」（カラー）とよばれる自由度をもち、強い力の作用によって、全体として「白色/無色」となるような色の組み合わせ、すなわち「赤・青・緑」や、「反赤・反青・反緑」のような3個のクォークの組み合わせ（バリオン）、あるいは、「赤・反赤」、「青・反青」、「緑・反緑」のような2個のクォークの組み合わせ（メソン）の複合粒子としてのみ観測されると考えられている。なお、「色」（カラー）とは、光の三原色を混ぜると白色に見えるという現象との類似性から名付けられたものであり、実際のクォークに光学的な意味での色があるわけではない。
量子色力学の帰結として、強い力を媒介するゲージ粒子であるグルーオンがこれまた色荷を持つことにより”クォークの閉じ込め”が起きる。クーロン力によって結びついた２粒子の場合であれば、離れるにしたがって相互作用が減少するので、例えば原子核の束縛を逃れた電子は観測される。これに対して、強い力の場合、２つのクォークが離れるにしたがって、グルーオン場は細い色価のチューブ（あるいはストリング）を形成し、そのためクォークの受ける力は距離にかかわらず一定の値を維持する。２つのクォークを引き離すために供給されるエネルギーすなわち力と変位の積は２つのクォークの距離に比例して増大し、やがて、クオーク対の間の真空から新たにクォークと反クォークの対を生成する。
加速器によるコライダー実験では、クォークが大きなエネルギーを得て、互いに引き離される状態が生ずる。その結果、それらのクォークの間の真空のいくつかの点で、複数のクォーク-反クォーク対の生成が起きる。こうして、クォークが加速器で作られるとき、検出器の中では、単独のクォークが観察されるかわりに、たくさんの「白色」の粒子（メソンやバリオン）がクラスター状になった「ジェット」が観測されることになる。この過程は、ハドロナイゼイション、フラグメンテーション、あるいはストリング・ブレイキングと呼ばれており、素粒子物理学において現在知られている最小のプロセスのひとつである。

## 弦理論
クォークの閉じ込めについての現代における理論的説明は上記の通りだが、量子色力学の発展以前の1970年、南部陽一郎、レオナルド・サスキンド、ホルガー・ベック・ニールセンは弦理論を提唱した。かいつまんで述べると、物質の根源は点ではなく弦（ひも）であり、クォークは粒子ではなく弦（ひも）の端部であるというものである。すなわち、ひもをいくら切っても、端部だけを取り出す事は不可能であり、切られたひもにはそれぞれ端部が存在するというのである。その後の量子色力学の発展により、ハドロンを記述する理論としての弦理論は衰退したが、後に超弦理論を生み出す基礎となった。